# Нарбон
Нарбо̀н (на френски: Narbonne, на окситански Нарбуна) е град в Южна Франция в регион Лангедок-Русийон. Нарбон се намира на корабоплавателния канал Canal de la Robine и има връзка с канала Canal du Midi и близкото Средиземно море. Градът има около 51 300 жители (2007 г.).

## История
Нарбон е първата римска колония извън Италия. Основана е през 118 г. пр. Хр. в тогавашна Галия като Колония Нарбо Марциус (Colonia Narbo Martius). През нея минава виа Домиция (Via Domitia), първият римски път в Галия и свързва италианските земи и испанските колонии. При Нарбона Via Domitia се свързва с виа Аквитания (Via Aquitania), който води през Тулуза и Бордо към Атлантическия океан.
По-късно южната част на римската провинция Галия е обособена като отделна провинция и е наречена Нарбонска Галия (Gallia Narbonensis) по името на нейната столица.
След разпадането на Римската империя Нарбон е до VІІІ в. столица на провинция Септимания на вестготите (413–720 г.). През 719 г. Нарбон става първият френски град, който е завладян от маврите в хода на тяхното нашествие в западна Европа. Управлението им продължава до 759 г., когато кралят на франките Пипин III успява да ги изтласка на юг от Пиренеите. През 793 г. градът е изгорен, обезлюден и практически унищожен от Хишам I - владелят на Андалусия.
През Средновековието Нарбон е едно от средищата на катарите.

## Побратимени градове
- Аоста, Италия